# Terra di Iam
La Terra di Iam sarebbe stata una terra misteriosa, conosciuta (in epoca faraonica) per la ricchezza dei suoi prodotti.

## Localizzazione
Anche se non esiste la certezza dell'esatta localizzazione di questa terra (allo stato attuale delle ricerche), l'ipotesi più accreditata ritiene che sia ubicata nella regione dell'attuale Kerma, in Sudan. Gli scavi dell'archeologo ginevrino Charles Bonnet a Kerma hanno portato alla luce i resti di una città antichissima che probabilmente era il centro abitativo della terra di Iam.

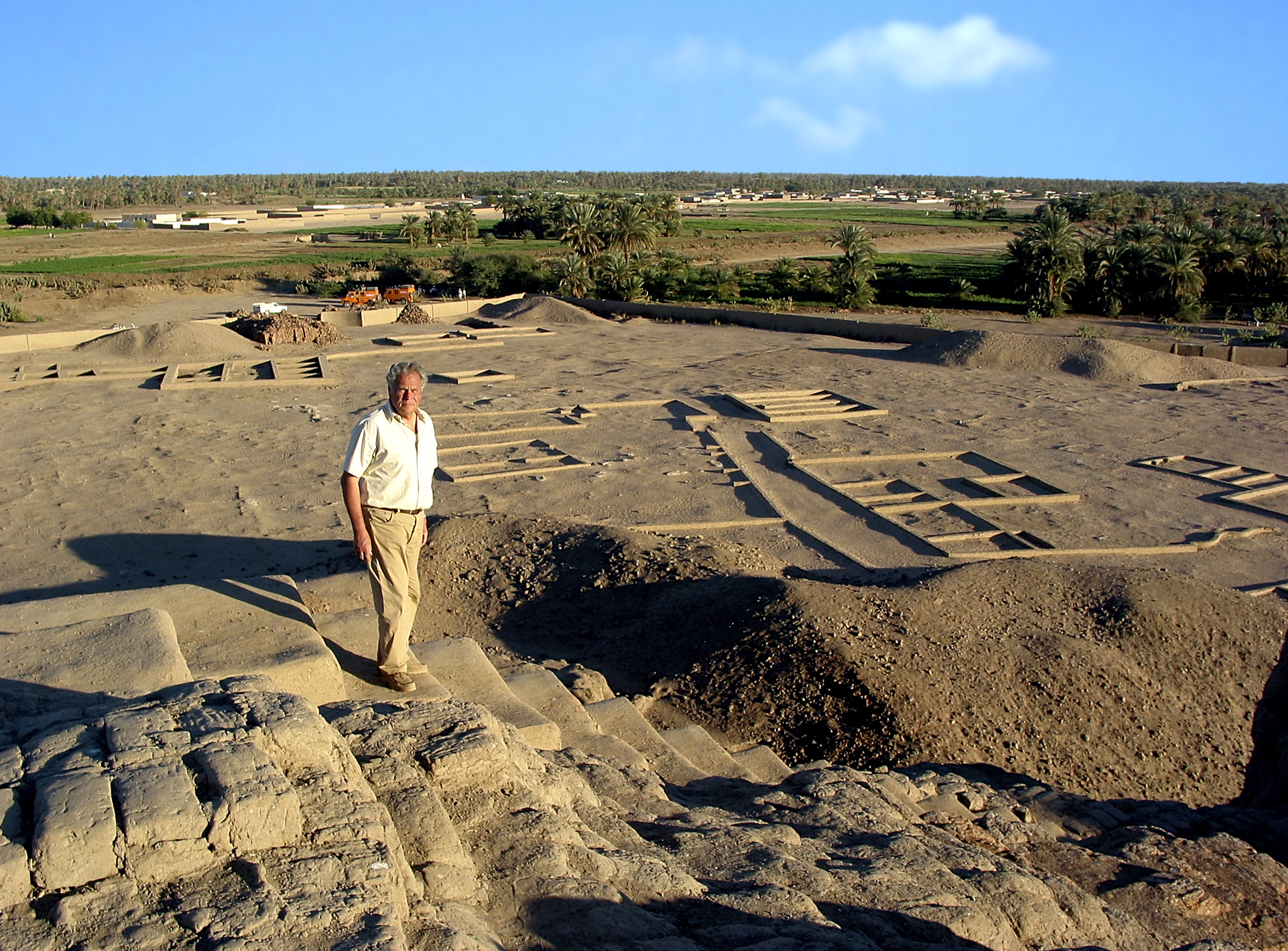

Sono stati rinvenuti frammenti di vasi d'alabastro con i nomi di Pepi I, Merenra II e Pepi II, faraoni della VI dinastia che svilupparono i commerci tra l’Egitto e la terra di Iam. Per chi arriva dal deserto o dalle aspre colline che fiancheggiano il Nilo, la vasta pianura di Kerma (la città omonima è oggi uno dei centri più importanti del Sudan), appare come un miraggio: un'ampia distesa di palme e campi fertilizzati dal fiume. Una città ricca anche di prodotti esotici e centro di commerci con l'Africa Nera. In un'iscrizione autobiografica di Uni, un alto funzionario dei tempi di Pepi I (2289-2255 aC.) e Merenra II (2255- 2246 a.C.) incisa su una parete della sua tomba ad Abido (ora al Museo del Cairo), si viene a conoscenza che era a capo di un esercito composto anche da un contingente inviato da Iam, una dimostrazione che i rapporti con l'Egitto non erano solamente commerciali.

## Harkhuf, principe di Elefantina
Chi sviluppò i commerci tra l'Egitto faraonico e questa mitica terra, fu Harkhuf (Hirkhuf o Horkhuef).
Il Governatore, durante i regni dei faraoni Mernera I e Pepi II, era conosciuto anche col nome di Principe di Elefantina, la sua città natale. Il termine “Elefantina” significa la città dell'elefante, in quanto era il centro del mercato dell'avorio dei pachidermi cacciati in Nubia. La figura di Harkhuf è affascinante: lo si può infatti ritenere un esploratore delle regioni desertiche ma anche un “cronista” in quanto fece incidere sulle pareti della sua tomba a Qubbet el-Hawa, di fronte ad Asswan, la cronaca dei suoi viaggi alla terra di Iam, effettuati per conto dei due faraoni Merenra e Pepi, sicuramente il più antico resoconto pervenutoci su “paesi lontani”.

## Scopi dei viaggi a Iam
I viaggi di Harkhuf verso questa mitica terra avevano non solo lo scopo di consolidare i rapporti commerciali esistenti, ma anche tracciare il “cammino di queste contrade”, come si legge nella cronaca del suo primo viaggio, effettuato sotto la guida del padre Iri. In altre parole doveva individuare la via più sicura e diretta tra l'Egitto e la lontana terra di Iam. Probabilmente queste spedizioni avevano anche lo scopo di assicurare il dominio del faraone su quella parte della Nubia che si spingeva a sud della terza cateratta. Per questo motivo gli itinerari percorsi da Harkhuf, durante i suoi tre viaggi a Iam, furono sempre diversi.

## Ricerche di Alfredo e Angelo Castiglioni
Alfredo e Angelo Castiglioni, etnologi-archeologi italiani, hanno ripercorso, nell'ottobre - novembre 1990, il probabile itinerario di Harkhuf ritrovando, durante queste missioni, i punti d'acqua indispensabili per una carovana che attraversa il deserto. Dalla pianura di Kerma (la probabile terra di Iam), tenendo costantemente direzione ovest-nord ovest si raggiunge il bir (pozzo) Hatab, a circa 340 km.
Questo era sicuramente il tragitto più impegnativo e difficile che la carovana di Harkhuf doveva affrontare. Una vasta pianura, priva di acque superficiali, dove, ancora oggi, si vedono i resti di dromedari morti di sete. Dal pozzo di Hatab, percorrendo il wadi el Hatab ed Esmat Omar, si raggiunge, dopo un centinaio di chilometri un altro punto d'acqua, il bir Tawil. Qui inizia una catena di montagne che Harkhuf doveva attraversare per raggiungere il Nilo. 
Cercare questo passaggio tra i “monti di Irtjet”, era uno degli scopi della missione Castiglioni. In questa ricerca è stata d'aiuto l'indicazione fornita da Harkhuf. Sulla sua tomba si trova scritto: “il re di Irtjet…, vide la forza molteplice delle truppe di Iam che scendevano con me alla Residenza (Menfi)… Allora questo stesso (re) mi scortò, mi diede animali domestici e selvatici e mi guidò sulle strade delle montagne di Irtjet.”. Alla carovana di Harkhuf di 300 asini, si aggiunsero quindi le “truppe di Iam” e gli “animali domestici e selvatici del re di Irtjet”. Si formò così una carovana imponente che doveva necessariamente percorrere piste ampie, prive di ostacoli e lungo le quali era possibile trovare acqua. Nella ricerca dei Castiglioni sono state determinanti le informazioni dei pastori Beja che abitano la zona. Indicarono un tragitto, fino a pochi anni prima percorso dalle carovane che dal Sudan arrivavano in Egitto per la vendita di grande mandrie di dromedari. Dal bir Tawil una pista, ampia e ben tracciata, puntava decisamente verso nord, attraverso le montagne (probabilmente i monti di Irjet) e raggiungeva un altro pozzo, il Bir Umm Gat.
Su una parete accanto a questo punto d'acqua, la missione trovò, nell'ottobre 1990, un'iscrizione geroglifica della VI dinastia, quella di Harkhuf.

## Iscrizione geroglifica della VI Dinastia
La traslitterazione è del Prof. Alessandro Roccati:
“L'Amico unico, sacerdote lettore, il cui nome effettivo è Khenementi, Sabeni/ Il dignitario del faraone, direttore degli stranieri, Qar/ Lo scriba Antef (suo?) figlio….Ir(i?)”. Il graffito è forse di Sabeni, un altro grande viaggiatore la cui tomba è situata a poca distanza da quella di Harkhuf. Khenementi è il suo nome alternativo finora ignoto. Tutto lascia supporre che questa sia “la strada delle montagne” citata da Harkhuf; la “scorciatoia tra i monti” richiesta dal faraone. L'ipotesi di percorso sembra plausibile anche se occorreranno altre indagini per avere una conferma definitiva.

## Termine del viaggio di Harkhuf dalla terra di Iam
Harkhuf scese dalle montagne di Irtjet seguendo l'uadi Umm Gat e, dopo 25 chilometri, raggiunse l'uadi Allaqi e il Nilo. Il principe s'imbarcò su una nave per raggiungere Menfi (la “Residenza”). Il faraone gli mandò incontro “battelli carichi di vino, datteri, pane-mesuq e pane-birra”: un primo riconoscimento per il suo coraggio, in attesa delle onorificenze e dei doni che il faraone gli avrebbe concesso quando, arrivato alla Residenza, gli avrebbe consegnato il pigmeo, un ”giocattolo vivente” per un faraone di nove anni.